# Федорок, Иван Степанович
Иван Степанович Федорок (10 октября 1920 года, Сумская область — 19 апреля 2004 года, Санкт-Петербург) — командир отделения 733-го стрелкового полка 136-й стрелковой дивизии 18-й армии Южного фронта, красноармеец. Герой Советского Союза.

## Биография
Родился 10 октября 1920 года в селе Малый Самбор ныне Конотопского района Сумской области Украины в семье крестьянина. В 1933 году окончил 6 классов средней школы, а затем курсы трактористов. Получив специальность механизатора, работал на Конотопской МТС.
В Красной Армии с 1940 года. Участник Великой Отечественной войны с июня 1941 года. Сражался на Южном и 4-м Украинском фронтах.
Командир отделения 733-го стрелкового полка 136-й стрелковой дивизии рядовой Иван Федорок при отражении атаки превосходящих сил противника в районе села Дьяково Антрацитовский района Ворошиловградской области Украины проявил исключительную стойкость и мужество. Только за 8 ноября 1941 года он уничтожил более взвода гитлеровцев.

6 ноября враг несколько раз пытался штурмом овладеть небольшой высотой в степи, которую оборонял командир стрелкового отделения 733-го полка Иван Степанович Федорок с восемью воинами. Горстка отважных воинов отразила все атаки, подбив несколько танков и уложив наповал десятки фашистов. Тогда разъяренные гитлеровцы обрушили на смельчаков сотни артиллерийских снарядов и мин. Казалось, нет на высоте живых. Но когда фашисты снова поднялись в атаку, их встретил огонь наших воинов. Это было непостижимо. Не знали враги, что израненный, почерневший от порохового дыма Иван Степанович Федорок один оборонял высоту. Рядом в воронках лежали погибшие и тяжело раненые боевые товарищи. И каждый из них продолжал целиться в ненавистного врага его глазами, нажимать на курок оружия его опаленными пальцами. Поочередно меняя ручной пулемет на противотанковое ружье, быстро переползая с места на место, Федорок сумел создать видимость, что бой ведет полноценная боевая группа. До позднего вечера держалась одинокая высота в степи. Противник так и не прошел рубеж обороны отважного и находчивого командира отделения. За этот беспримерный бой Ивану Степановичу Федороку было присвоено высокое звание Героя Советского Союза.— Арутюнян С. С. Под знаменем гвардии. — Ер.: Айастан 1982.
Указом Президиума Верховного Совета СССР «О присвоении звания Героя Советского Союза начальствующему и рядовому составу Красной Армии» от 27 марта 1942 года за «образцовое выполнение боевых заданий командования и проявленные при этом отвагу и геройство» удостоен звания Героя Советского Союза с вручением ордена Ленина и медали «Золотая Звезда».
В 1945 году окончил Центральные ордена Ленина Краснознамённые офицерские курсы «Выстрел» имени Маршала Советского Союза Б. М. Шапошникова. С 1946 года майор И. С. Федорок — в запасе.
Жил в городе Конотоп Сумской области Украины. Работал на электромеханическом заводе «Красный металлист». После выхода на пенсию участвовал в военно-патриотическом воспитании молодёжи. В начале 1990-х годов переехал в город Санкт-Петербург. Умер 19 апреля 2004 года. Похоронен на Усть-Ижорском кладбище в Санкт-Петербурге.
Полковник. Награждён орденами Ленина, Отечественной войны 1-й степени, медалями.